# Cranioleuca henricae
Rabo-espinhoso-boliviano ou arredio-boliviano (Cranioleuca henricae) é uma espécie de ave da família Furnariidae.
É endémica da Bolívia.
Os seus habitats naturais são: florestas secas tropicais ou subtropicais e plantações .
Está ameaçada por perda de habitat.